# Banco Safra
Banco Safra ist ein brasilianisches Bank- und Finanzdienstleistungsunternehmen mit Hauptsitz in São Paulo. Mit einer Bilanzsumme von 39,3 Milliarden US-Dollar war sie 2020 die sechstgrößte Bank in Brasilien. Sie bietet Dienstleistungen in den Bereichen Investmentbanking, Private Banking, Vermögensverwaltung und Retailbanking über ihre Neobank AgZero an. Die Bank ist Teil der Holdinggesellschaft Safra Group.

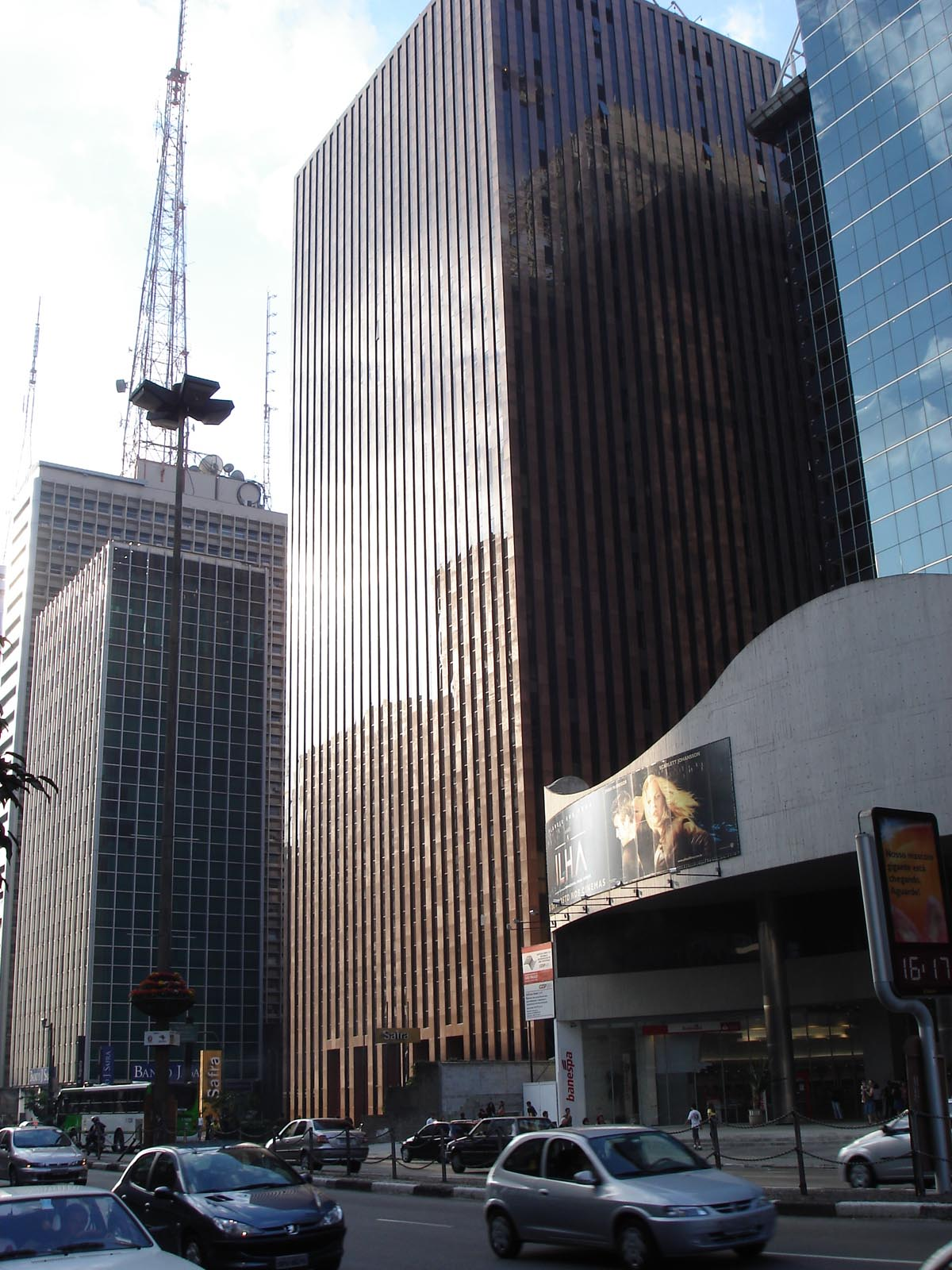
Hauptgebäude der Banco Safra an der Avenida Paulista in São Paulo.

## Geschichte
Die Geschichte der Familie Safra im Bankwesen hat ihren Ursprung im Karawanenhandel zwischen Aleppo, Alexandria und Istanbul während des Osmanischen Reiches. Mit dem Zusammenbruch des Osmanischen Reiches nach dem Ersten Weltkrieg zogen die Safras nach Beirut. 1952 wanderten die Safras nach Brasilien aus. In den 1960er Jahren gründeten Joseph Safra und sein Vater Jacob Safra die Banco Safra, S.A. Viele Mitglieder der brasilianischen sephardischen syrisch-jüdischen Gemeinden etablierten sich als Einzel- oder Großhandelskaufleute. Nachdem die Safras in den 1950er Jahren in der libanesischen Hauptstadt Beirut viele Finanzinstitute gegründet hatten, bauten sie eine kleine Spezialbank auf, die Akkreditive zwischen sephardischen Importeuren und Großbanken ausstellte. Von dieser Basis aus wuchsen sie durch den Erwerb und die Eröffnung neuer Filialen.
Im Jahr 2014 kaufte Joseph Safra die restlichen Anteile der Banco Safra, der Safra National Bank of New York und der Banque Safra-Luxembourg S.A. von seinem Bruder Moise Safra.

## Operationen
Als Full-Service-Geschäftsbank ist die Banco Safra S. A. in allen Bereichen des Finanzsektors tätig. Über ihre großen brasilianischen Tochtergesellschaften Safra Leasing, Safra Seguros S. A., Safra Distribuidora de Títulos e Valores Mobiliários und Safra Corretora de Valores e Câmbio Ltda. erstreckt sich die Tätigkeit der Bank über das traditionelle Kreditgeschäft hinaus auf Leasing, Wertpapieremission, Investmentfondsverwaltung, Aktienbrokerage und Versicherungsgeschäfte. Die Bank ist auch in den Bereichen Handelsfinanzierung und Vermögensverwaltung tätig.